# Barbara de Brandebourg-Ansbach-Culmbach
Barbara de Brandebourg-Ansbach-Culmbach (24 septembre 1495 à Ansbach – 23 septembre 1552 à Carlsbad) est une princesse de Brandebourg-Ansbach par naissance et par mariage, landgravine de Leuchtenberg.

## Biographie
Barbara est une fille du margrave Frédéric II de Brandebourg-Ansbach (1460-1536) de son mariage avec Sophie Jagellon (1464-1512), fille du roi Casimir IV Jagellon de Pologne.
Elle épouse le 29 septembre 1527 au Château de Plassenburg le comte Georges III de Leuchtenberg (1502-1555). Elle apporte une dot de 10000florins dans le mariage et une dot de 3000florins.
En 1549, elle présente ses excuses par écrit à ses nombreux proches, parce que son fils a épousé la très riche Mathilde de la Marck-Arenberg, sans consultation de la plupart des membres de sa famille. Le mariage est organisé par son frère Albert et joue un rôle dans la restauration de la santé financière du landgraviat.
Barbara est morte en 1552, et est enterrée dans l'Église de l'Assomption, à Pfreimd. Une tombe de marbre rouge avec ses armoiries se trouve en face de l'autel.

## Descendance
De son mariage, Barbara a les enfants suivants :  
- George IV (d. 1553) ;
- Louis Henri (1529-1567), comte de Leuchtenberg, marié en 1549 à la comtesse Mathilde de la Marck-Arenberg (1530-1603) ;
- Élisabeth de Leuchtenberg (1537/8-1579) mariée en 1559 à Jean VI de Nassau-Dillenbourg (1536-1606) ;
- Barbara.